# Robert Browning

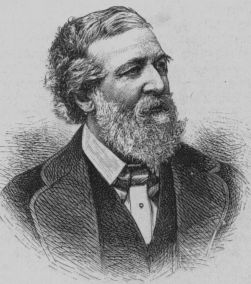
Robert Browning

Robert Browning (Camberwell, Londen, 7 mei 1812 – Venetië, 12 december 1889) was een Engels dichter en toneelschrijver. Hij wordt beschouwd als een van de belangrijke schrijvers uit het victoriaanse tijdperk.

## Jeugd
Brownings vader, die werkzaam was bij de Bank of England, was geïnteresseerd in de kunsten en bezat een uitgebreide bibliotheek. Zijn moeder had muzikaal talent en hij had een begaafde jongere zus. Het gezin leefde eenvoudig maar gelukkig en de jonge Robert ontwikkelde in deze omgeving een passie voor poëzie en muziek. Ook was hij een verdienstelijk tekenaar. Toen hij 12 of 13 jaar oud was had hij al een flink aantal gedichten geschreven. Zijn vader probeerde het werk te laten uitgeven door Benjamin Flower, maar het werd niet geaccepteerd, waarop Robert de gedichten vernietigde. Flowers dochters hadden het werk echter overgeschreven, en twee gedichten bleven behouden, The First-Born of Egypt en The Dance of Death. Browning was op 14-jarige leeftijd onder de indruk geraakt van het werk van Shelley, en onder invloed daarvan werd hij, zij het tijdelijk, atheïst en vegetariër. Ook het werk van John Keats en Lord Byron beïnvloedde hem.
De jonge Robert Browning leerde snel en beheerste al vroeg het Frans, Italiaans, Grieks en Latijn. Op 16-jarige leeftijd ging hij naar het University College London, maar maakte er het eerste jaar niet af. Zijn biografe Maisie Ward suggereerde dat hij zich wellicht verveelde en de aangeboden stof al beheerste.
Op 20-jarige leeftijd schreef hij Pauline: A Fragment of a Confession dat in 1833 anoniem werd gepubliceerd. Het werk trok weinig aandacht. Hierna overwoog hij een diplomatieke carrière en reisde op uitnodiging van de Russische consul-generaal George de Benkhausen naar Sint-Petersburg. Bij zijn terugkeer probeerde hij geplaatst te worden op een missie naar Perzië, maar het kwam er niet van.
Browning vatte het plan op een gedicht te wijden aan de Italiaanse, uit Mantua afkomstige 13e-eeuwse dichter en troubadour Sordello. Hieraan werkte hij met tussenpozen zeven jaar lang. Het werk verscheen in 1840. Inmiddels publiceerde hij een aantal andere werken. In 1835 verscheen Paracelsus, een gedicht over de 16e-eeuwse Zwitserse arts en alchemist Paracelsus. Het onderwerp was hem aangereikt door een vriend, de Franse graaf Amédée de Ripert-Monclar, aan wie het werk ook is opgedragen. Hiermee bereikte hij bekendheid, niet bij het grote publiek, maar in ieder geval in literaire kringen, en hij kwam in aanraking met schrijvers als William Wordsworth, Charles Dickens, Walter Savage Landor en Thomas Carlyle. Met deze laatste had hij een warme en langdurige vriendschap. Op verzoek van de befaamde acteur William Macready schreef hij zijn eerste toneelstuk, het versdrama Strafford (1837). Hoewel de ervaren Macready wel inzag dat het stuk niet voor het toneel geschikt was, werd de productie ervan toch doorgezet. Het haalde in mei 1837 uiteindelijk slechts vijf voorstellingen. Het was wel Brownings eerste werk dat, in plaats van op zijn eigen kosten, op kosten van de uitgever werd gepubliceerd.

## Bells and Pomegranates
In 1838 bezocht hij Italië, een land waaraan hij zijn hart zou verpanden. Toen Sordello in 1840 op de markt kwam, bleek het niet het succes dat Browning ervan verwacht had. De beschreven politieke verwikkelingen tussen de Italiaanse stadstaten waren te onduidelijk voor het Engelse publiek en het werk maakte de beschreven situaties niet erg duidelijk. 

Hierop kwam zijn uitgever, die ook het werk uitgaf van de bevriende en destijds al beroemde Alfred Tennyson, met het idee om Brownings werk uit te geven in de goedkopere vorm van pamfletten, om het daardoor voor het publiek bereikbaarder te maken. Hieruit ontstond de uit acht delen bestaande serie Bells and Pomegranates (1841 – 1846) waarin zowel gedichten als toneelstukken waren opgenomen (zie het overzicht hieronder). Met name Brownings poëtische werk komt hierin goed uit de verf. Hij ontwikkelde zich tot een meester op het gebied van de dramatische monoloog, zoals onder meer blijkt in het in 1842 verschenen Dramatic Lyrics. Het meest geciteerde voorbeeld daarvan is het gedicht My Last Duchess. In dit werk verscheen ook zijn wellicht beroemdste gedicht The Pied Piper of Hamelin, naar De rattenvanger van Hamelen van de gebroeders Grimm.

## Huwelijk

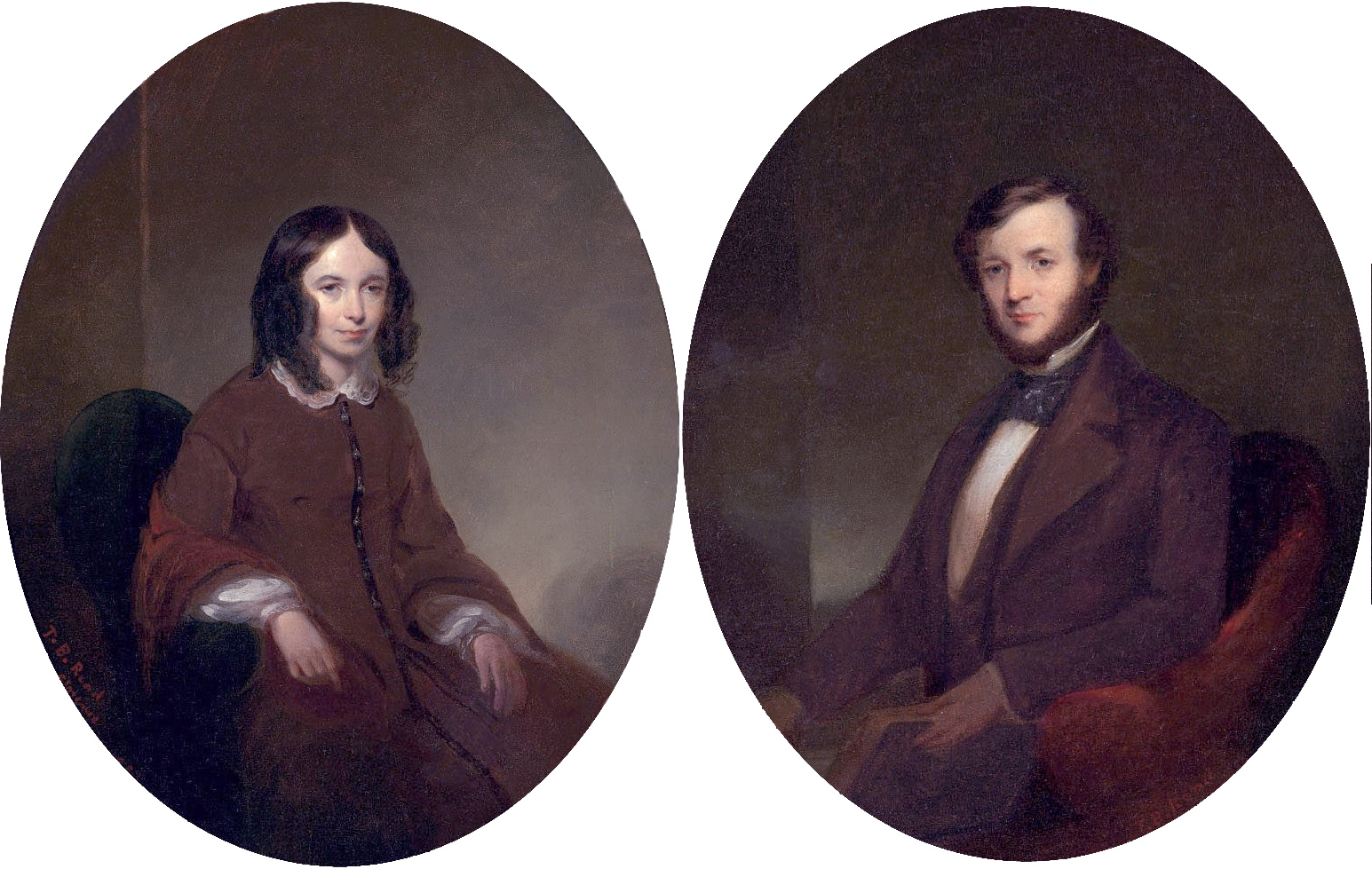
Elizabeth Barrett Browning en Robert Browning.

Na een nieuw bezoek aan Italië in 1844, maakte hij kennis met het werk van de dichteres Elizabeth Barrett. Haar bundel Poems trok zijn aandacht en in 1845 maakte hij persoonlijk kennis met haar. Het paar raakte snel verliefd en zij trouwden in september 1846 in het geheim, omdat haar strenge vader zijn kinderen niet toestond om te trouwen. Het stel vertrok al een week later naar Italië en ging in Florence wonen, in het herenhuis Casa Guidi, dat nu een museum is. Geheel in beslag genomen door zijn nieuwe omgeving en zijn echtgenote, wier werk hij zeer bewonderde, schreef Browning vier jaar lang geen nieuw werk. Zijn vrouw was in deze periode bekender dan hijzelf. In maart 1849 werd hun enige zoon geboren. In 1851 brachten zij een bezoek aan Engeland, waar zij warm werden ontvangen door hun literaire vrienden. Zij vertrokken echter alweer spoedig naar het vasteland, waar zij kennismaakten met onder meer George Sand, Alexandre Dumas, William Makepeace Thackeray en Aubrey Thomas de Vere.

## Erkenning
In 1855 verscheen Men and Women, dat door een groeiende groep bewonderaars werd geprezen, maar nog altijd niet aansprak bij de critici. Nog altijd werd hij op dat gebied overschaduwd door zijn vrouw, waar hij overigens geen moeite mee had. Toen zij in 1861 overleed, ging hij met hun zoon Robert (bijgenaamd 'Pen') terug naar Engeland en vestigde zich in Londen.
Met de verschijning van Dramatis Personae in 1864 begon hij ten slotte erkenning te krijgen. Met het in vier delen uitgebrachte The Ring and the Book (1868 – 1869) vestigde hij zijn reputatie definitief.
In 1878 keerde hij terug naar Italië. Zijn laatste werk, Asolando, kwam uit in 1889. In datzelfde jaar overleed hij in het huis van zijn zoon in Venetië. Hij werd begraven in de Poets' Corner in Westminster Abbey, naast zijn vriend Alfred Tennyson.

## Overzicht
Poëzie
- Pauline: A Fragment of a Confession, 1833
- Paracelsus, 1835
- Sordello, 1840
- Bells and Pomegranates, No. I: Pippa Passes, 1841
- Bells and Pomegranates, No. III: Dramatic Lyrics, 1842
- Bells and Pomegranates, No. VII: Dramatic Romances and Lyrics, 1845
- Christmas-Eve and Easter-Day, 1850
- Men and Women, 1855
- Dramatis Personae, 1864
- The Ring and the Book, 1868-1869
- Balaustion's Adventure, including a transcript from Euripides, 1871
- Prince Hohenstiel-Schwangau, Saviour Of Society, 1871
- Fifine At The Fair, 1872
- Red Cotton Night-Cap Country, or Turf And Towers, 1873
- Aristophanes' Apology, including a transcript from Euripides, being the Last Adventure Of Balaustion,1875
- The Inn Album, 1875
- Pachiarotto and How He Worked in a Distemper, 1876
- La Saisiaz and The Two Poets Of Croisic, 1878
- Dramatic Idyls, 1879
- Dramatic Idyls, Second Series, 1880
- Jocoseria, 1883
- Ferishtah's Fancies, 1884
- Parleyings With Certain People Of Importance In Their Day, 1887
- Asolando, 1889

Toneel
- Strafford, 1837
- Bells and Pomegranates, No. II: King Victor And King Charles, 1842
- Bells and Pomegranates, No. IV: The Return Of The Druses, 1843
- Bells and Pomegranates, No. V: A Blot In The Scutcheon, 1843
- Bells and Pomegranates, No. VI: Colombe's Birthday, 1844
- Bells and Pomegranates, No. VIII: Luria and A Soul's Tragedy, 1846

Vertaling
- The Agamemnon of Aeschylus, 1877